# Polyglotta Africana
Polyglotta Africana é um estudo escrito em 1854 pelo missionário alemão Sigismund Wilhelm Koelle, no qual ele comparou 156 idiomas africanos (ou cerca de 120 de acordo com a classificação atual; algumas variedades consideradas distintas por Koelle foram posteriormente demonstradas que tratam da mesma língua). Como estudo comparativo, foi um grande avanço para o seu tempo.
Koelle baseou seu material primariamente a partir de observações, a maioria delas com ex-escravos em Freetown, Serra Leoa. Ele transcreveu seus dados usando um uniforme sistema fonético desenvolvido pelo egiptólogo Lepsius. As transcrições de Koelle não eram sempre acuradas; por exemplo, ele persistentemente confundia [s] com [z] e [tʃ] com [dʒ]. No entanto, seus dados foram consistentes o suficiente para reconhecer grupos de línguas com base em vocabulários semelhantes. Notavelmente, os grupos que ele criou correspondem em número aos casos dos grupos modernos:
- Noroeste do Atlântico - Atlântico
- Extremo noroeste do Sudão / Mandenga - Mandê
- Extremo nordeste do Sudão - Grunci